# Undercover (série de televisão)
Operação Ecstasy é uma série de televisão belga do gênero drama Esta é a primeira série original  belga/holandesa da Netflix estreou no dia 3 de maio de 2019.[1]
Em 10 de janeiro de 2022 foi estreado a terceira temporada de Undercover na Netflix.

## Sinopse
Agentes se infiltram na operação de um chefão do tráfico disfarçados como um casal, acampando onde o traficante passa os finais de semana. Baseado em fatos reais.

## Episódios

### Primeira temporada
A primeira série original belga/holandesa da Netflix estreou no dia 3 de maio de 2019. A primeira temporada conta com 10 episódios de 46 a 54 minutos.
Um dos maiores produtores de ecstasy do mundo, Ferry Bouman leva uma vida dos sonhos em sua casa na fronteira entre a Holanda e a Bélgica. Mas as coisas começam a mudar com a chegada de dois agentes infiltrados determinados a destruir a sua operação.
| N.º na série | N.º na temp. | Título                                              | Lançamento        |
| --- | ------------ | --------------------------------------------------- | ----------------- |
| 1 | 1            | "Camp" "(Acampamento)" (BR)                         | 3 de maio de 2019 |
| "Os agentes infiltrados Bob e Kim discutem qual é a melhor maneira de entrar em contato com o novo vizinho e alvo Ferry Bouman."                                            |              |                                                     |                   |
| 2 | 2            | "Highly sensitive" "(Altamente sensíveis)" (BR)     | 3 de maio de 2019 |
| "As tentativas de contato com Ferry atravessam um momento difícil quando Bob entra em conflito com um membro da equipe. Uma missão secundária sai de controle."             |              |                                                     |                   |
| 3 | 3            | "Italian drugs" "(Drogas italianas)" (BR)           | 3 de maio de 2019 |
| "Quando o temperamento de Bob coloca a missão em risco, ele tenta reverter a situação e obter vantagens. Kim entra em contato com Danielle sobre um assunto pessoal."       |              |                                                     |                   |
| 4 | 4            | "Legio Patria Nostra" "(Legio Patria Nostra)" (BR)  | 3 de maio de 2019 |
| "Tudo se torna uma questão de confiança quando John questiona a crença de Ferry em Bob. Ferry se preocupa com a lealdade de Jurgen, e Bob frustra sua mulher mais uma vez." |              |                                                     |                   |
| 5 | 5            | "Crossing the Border" "(Cruzando a fronteira)" (BR) | 3 de maio de 2019 |
| "Bob combina de pegar a mercadoria de Ferry, mas enfrenta problemas no caminho. Preocupados, seus colegas pensam se devem intervir."                                        |              |                                                     |                   |
| 6 | 6            | "Sirens" "(Sirenes)" (BR)                           | 3 de maio de 2019 |
| "Uma transação envolvendo um novo contato deixa Ferry e John nervosos. Bob e Kim sentem o efeito da proximidade forçada. Danielle consome sua droga."                       |              |                                                     |                   |
| 7 | 7            | "That policeman" "(Aquele policial)" (BR)           | 3 de maio de 2019 |
| "A escapada de Ferry leva John e Bob a procurarem pelo responsável. Kim brinca com os sentimentos de Danielle para avançar no caso."                                        |              |                                                     |                   |
| 8 | 8            | "New world" "(Novo mundo)" (BR)                     | 3 de maio de 2019 |
| "A tensão entre Bob e John atinge o auge durante uma operação na França disfarçada de escapada romântica. Kim decide correr riscos em relação a Danielle."                  |              |                                                     |                   |
| 9 | 9            | "Rock bottom" "(Fundo do poço)" (BR)                | 3 de maio de 2019 |
| "Sem conseguir deixar o caso, Bob pensa em outra forma de atrair Ferry, mas Kim fica contrariada quando os alvos são identificados."                                        |              |                                                     |                   |
| 10 | 10           | "Show time" "(Hora do poço)" (BR)                   | 3 de maio de 2019 |
| "Durante uma ocasião que deveria ser alegre, Bob combina uma transação de drogas com o apoio de Ferry. Danielle tem um mau pressentimento sobre Kim."                       |              |                                                     |                   |

## Produção
A série originalmente foi produzida pela TV da Bélgica, mas acabou tendo seus direitos de transmissão adquiridos pela Netflix, que agora a distribuirá mundialmente.